# 鸞山部落
鸞山部落（布農語：Sazasa，意指「一個甘蔗會長得高、動物會活躍、人會活得很好的一塊地」），是一個位在海岸山脈南端都蘭山山腳卑南大溪與鹿野溪匯流處的部落。該部落之主要族群為布農人。該部落領域現為一開放式森林博物館，其中有鸞山湖濕地及楠榕混生林帶等自然景觀。

## 歷史
該部落原位在內本鹿地區，但在日治時期遭當局強制遷移至鸞山現址。
2000年代，有財團欲將部落山上的原始林購置靈骨塔及度假村；為搶救當地自然資源，部落居民阿力曼等人四處籌募資金以買下整片山林，並成立「原鄉部落重建文教基金會」以協助當地居民獲得生計來源且籌得森林維護款項。
2011年，電影《十二生肖》在當地進行拍攝。

## 連結
- 【台东景点】鸾山部落森林博物馆- 跳脱一般旅游的野趣体验 TaiwanDay[永久]